# Aiguille du Plan

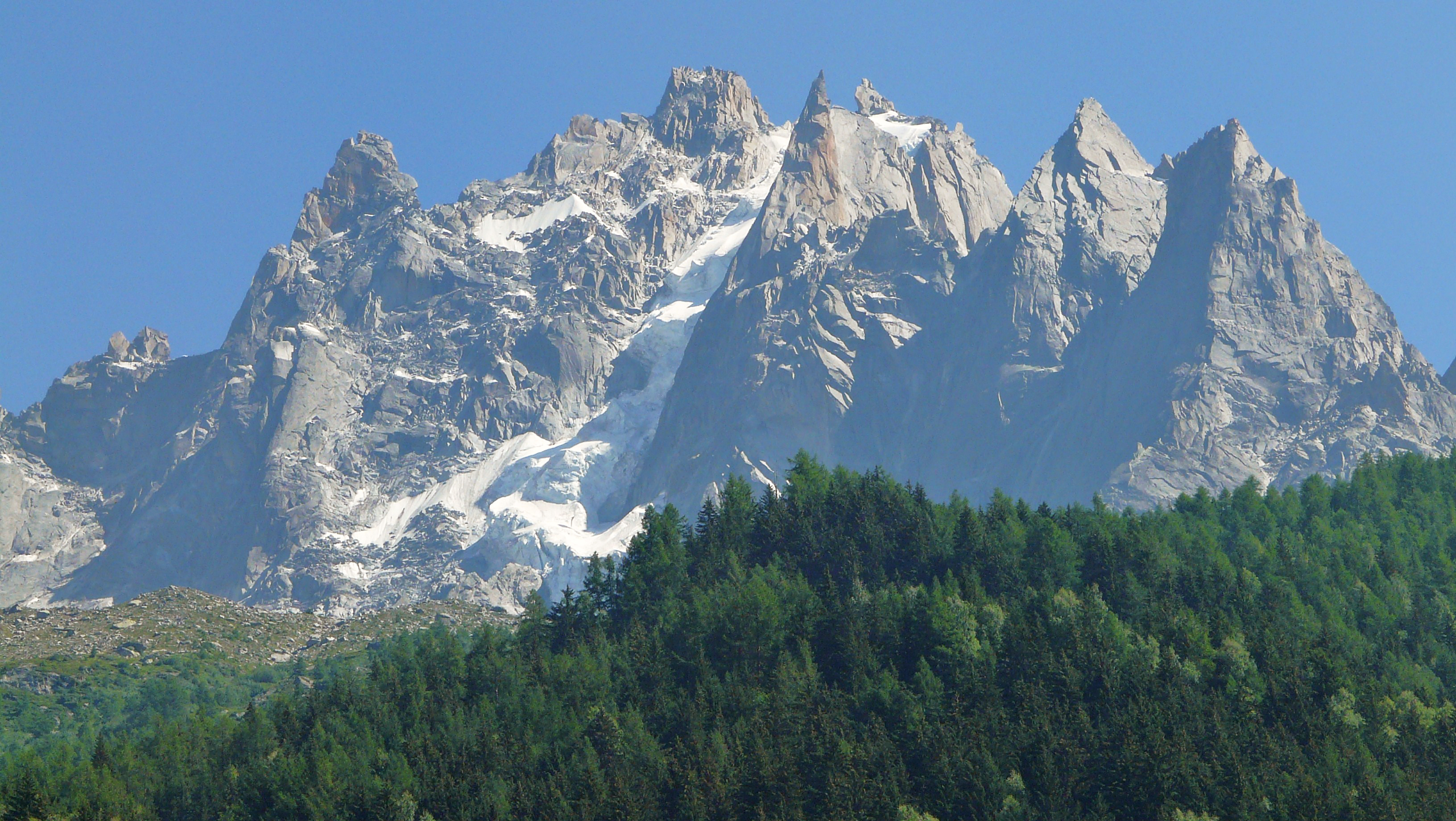
Vertente setentrional vista de Chamonix

A Aiguille du Plan é um cume do grupo conhecido como Aiguilles de Chamonix no Maciço do Monte Branco, nos Alpes Franceses, e que culmina a 3673 m de altitude.

## Ascensões
A primeira ascensão teve lugar em julho de 1871 e foi efetuada por James Eccles com Alphonse e Michel Payot. 
A Aiguille du Plan é atacada geralmente a partir da Aiguille du Midi pela chamada Transversal de Midi-Plan que foi feita por Geoffrey Winthrop Young e Josef Knubel a 10 de agosto de 1907.
A outra via é o Corredor Lagarde-Ségogne pela face Norte e efectuada por Jacques Lagarde com Henry de Ségogne, a 24 e 25 de julho de 1926. 
A aresta oriental da Aiguille du Plan também é conhecida como Aresta Ryan, e a mais difícil da zona, tendo tomado o nome da cordada do guia Franz Lochmatter e do seu cliente irlandês Valentine J.E. Ryan.
Este pico é citado em vários números das 100 mais belas corridas de montanha.

## Imagem externa
Em «Zorgloob» o glaciar de Talèfre e a localização da Aiguille Verte, Les Droites, Les Courtes, Aiguille de Triolet, Aiguille de Talèfre, Aiguille de Leschaux, Dent du Géant, Tour Ronde, monte Branco do Tacul, Aiguille du Midi, Aiguille du Plan, Aiguille du Grépon, e a Aiguille de l'M.